# 伯奇萊克 (明尼蘇達州)
伯奇萊克（英語：Birch Lake）是位於美國明尼蘇達州聖路易斯縣的一個未組織地區。

## 地方資料
伯奇萊克的面積為91.69平方千米，當中陸地面積為89.98平方千米，而水域面積為1.71平方千米。根據2020年美國人口普查的數據，當地共有人口484人，而人口密度為每平方千米5.28人。